# Grande Prêmio de San Marino de 1986
Resultados do Grande Prêmio de San Marino de Fórmula 1 realizado em Ímola em 27 de abril de 1986. Terceira etapa do campeonato, foi vencido pelo francês Alain Prost, da McLaren-TAG/Porsche, com Nelson Piquet em segundo pela Williams-Honda e Gerhard Berger em terceiro pela Benetton-BMW.

## Classificação

### Treinos oficiais
| Pos.    | N.º | Piloto             | Construtor             | Q1       | Q2       | Grid    |
| ------- | --- | ------------------ | ---------------------- | -------- | -------- | ------- |
| 1       | 12  | Ayrton Senna       | Lotus-Renault          | 1:25.050 | 1:25.286 | —       |
| 2       | 6   | Nelson Piquet      | Williams-Honda         | 1:25.890 | 1:25.569 | + 0.519 |
| 3       | 5   | Nigel Mansell      | Williams-Honda         | 1:26.752 | 1:26.159 | + 1.109 |
| 4       | 1   | Alain Prost        | McLaren-TAG/Porsche    | 1:26.273 | 1:26.176 | + 1.126 |
| 5       | 27  | Michele Alboreto   | Ferrari                | 1:26.428 | 1:26.263 | + 1.213 |
| 6       | 2   | Keke Rosberg       | McLaren-TAG/Porsche    | 1:26.956 | 1:26.835 | + 1.335 |
| 7       | 28  | Stefan Johansson   | Ferrari                | 1:27.497 | 1:27.009 | + 1.959 |
| 8       | 25  | René Arnoux        | Ligier-Renault         | 1:28.362 | 1:27.403 | + 2.353 |
| 9       | 20  | Gerhard Berger     | Benetton-BMW           | 1:28.559 | 1:27.444 | + 2.394 |
| 10      | 19  | Teo Fabi           | Benetton-BMW           | 1:29.328 | 1:27.538 | + 2.488 |
| 11      | 16  | Patrick Tambay     | Haas Lola-Hart         | 1:29.665 | 1:27.860 | + 2.810 |
| 12      | 18  | Thierry Boutsen    | Arrows-BMW             | 1:29.931 | 1:28.022 | + 2.972 |
| 13      | 3   | Martin Brundle     | Tyrrell-Renault        | 1:29.687 | 1:28.329 | + 3.279 |
| 14      | 26  | Jacques Laffite    | Ligier-Renault         | 1:28.411 | 1:28.389 | + 3.339 |
| 15      | 17  | Marc Surer         | Arrows-BMW             | 1:30.156 | 1:28.637 | + 3.587 |
| 16      | 7   | Riccardo Patrese   | Brabham-BMW            | 1:30.641 | 1:28.828 | + 3.778 |
| 17      | 11  | Johnny Dumfries    | Lotus-Renault          | 1:29.244 | 1:26.607 | + 4.194 |
| 18      | 24  | Alessandro Nannini | Minardi-Motori Moderni | 1:29.985 | 1:29.244 | + 4.194 |
| 19      | 8   | Elio de Angelis    | Brabham-BMW            | 1:30.881 | 1:29.713 | + 4.663 |
| 20      | 14  | Jonathan Palmer    | Zakspeed               | 1:33.352 | 1:30.024 | + 4.974 |
| 21      | 15  | Alan Jones         | Haas Lola-Ford         | 1:30.087 | 1:30.517 | + 5.037 |
| 22      | 4   | Philippe Streiff   | Tyrrell-Renault        | 1:30.123 | 1:32.358 | + 5.073 |
| 23      | 23  | Andrea de Cesaris  | Minardi-Motori Moderni | 1:31.956 | 1:30.131 | + 5.081 |
| 24      | 29  | Huub Rothengatter  | Zakspeed               | 1:40.903 | 1:31.953 | + 6.903 |
| 25      | 22  | Christian Danner   | Osella-Alfa Romeo      | 1:37.485 | 1:33.806 | + 8.756 |
| 26      | 21  | Piercarlo Ghinzani | Osella-Alfa Romeo      | 1:34.461 | —        | + 9.411 |
| Fontes: |     |                    |                        |          |          |         |

### Corrida
| Pos.    | Nº | Piloto             | Construtor             | Voltas | Tempo/Diferença   | Grid | Pontos |
| ------- | -- | ------------------ | ---------------------- | ------ | ----------------- | ---- | ------ |
| 1       | 1  | Alain Prost        | McLaren-TAG/Porsche    | 60     | 1:32:28.408       | 4    | 9      |
| 2       | 6  | Nelson Piquet      | Williams-Honda         | 60     | + 7.645           | 2    | 6      |
| 3       | 20 | Gerhard Berger     | Benetton-BMW           | 59     | + 1 volta         | 9    | 4      |
| 4       | 28 | Stefan Johansson   | Ferrari                | 59     | + 1 volta         | 7    | 3      |
| 5       | 2  | Keke Rosberg       | McLaren-TAG/Porsche    | 58     | Pane seca         | 6    | 2      |
| 6       | 7  | Riccardo Patrese   | Brabham-BMW            | 58     | Pane seca         | 16   | 1      |
| 7       | 18 | Thierry Boutsen    | Arrows-BMW             | 58     | + 2 voltas        | 12   |        |
| 8       | 3  | Martin Brundle     | Tyrrell-Renault        | 58     | + 2 voltas        | 13   |        |
| 9       | 17 | Marc Surer         | Arrows-BMW             | 57     | + 3 voltas        | 15   |        |
| 10      | 27 | Michele Alboreto   | Ferrari                | 56     | Turbo             | 5    |        |
| Ret     | 21 | Piercarlo Ghinzani | Osella-Alfa Romeo      | 52     | Pane seca         | 26   |        |
| Ret     | 25 | René Arnoux        | Ligier-Renault         | 46     | Roda              | 8    |        |
| Ret     | 4  | Philippe Streiff   | Tyrrell-Renault        | 41     | Transmissão       | 22   |        |
| Ret     | 19 | Teo Fabi           | Benetton-BMW           | 39     | Motor             | 10   |        |
| Ret     | 14 | Jonathan Palmer    | Zakspeed               | 38     | Freios            | 20   |        |
| Ret     | 22 | Christian Danner   | Osella-Alfa Romeo      | 31     | Pane elétrica     | 25   |        |
| Ret     | 15 | Alan Jones         | Haas Lola-Ford         | 28     | Superaquecimento  | 21   |        |
| Ret     | 23 | Andrea de Cesaris  | Minardi-Motori Moderni | 20     | Motor             | 23   |        |
| Ret     | 8  | Elio de Angelis    | Brabham-BMW            | 19     | Motor             | 19   |        |
| Ret     | 26 | Jacques Laffite    | Ligier-Renault         | 14     | Transmissão       | 14   |        |
| Ret     | 12 | Ayrton Senna       | Lotus-Renault          | 11     | Rolamento da roda | 1    |        |
| Ret     | 5  | Nigel Mansell      | Williams-Honda         | 8      | Motor             | 3    |        |
| Ret     | 11 | Johnny Dumfries    | Lotus-Renault          | 8      | Rolamento da roda | 17   |        |
| Ret     | 29 | Huub Rothengatter  | Zakspeed               | 7      | Turbo             | 24   |        |
| Ret     | 16 | Patrick Tambay     | Haas Lola-Hart         | 5      | Motor             | 11   |        |
| Ret     | 24 | Alessandro Nannini | Minardi-Motori Moderni | 0      | Acidente          | 18   |        |
| Fontes: |    |                    |                        |        |                   |      |        |

## Tabela do campeonato após a corrida
| Pos.    | Piloto         | Pontos |
| ------- | -------------- | ------ |
| 1       | Ayrton Senna   | 15     |
| 2       | Nelson Piquet  | 15     |
| 3       | Alain Prost    | 13     |
| 4       | Nigel Mansell  | 6      |
| 5       | Gerhard Berger | 6      |
| Fontes: |                |        |

| Pos.    | Construtor          | Pontos |
| ------- | ------------------- | ------ |
| 1       | Williams-Honda      | 21     |
| 2       | McLaren-TAG/Porsche | 18     |
| 3       | Lotus-Renault       | 15     |
| 4       | Benetton-BMW        | 8      |
| 5       | Ligier-Renault      | 7      |
| Fontes: |                     |        |

- Nota: Somente as primeiras cinco posições estão listadas. Entre 1981 e 1990 cada piloto podia computar onze resultados válidos por temporada não havendo descartes no mundial de construtores.